# Ximena Ulibarri
María Ximena Ulibarri Lorenzini (Santiago, 12 de mayo de 1947) es una diseñadora, editora y catedrática chilena. Actualmente se desempeña como directora de la revista Diseña de la Universidad Católica de Chile y fue directora de arte de la Revista Universitaria.
Estudió licenciatura en estética en la Pontificia Universidad Católica de Chile, que complementó posteriormente con un posgrado en la Universidad Autónoma de Barcelona. Ha participado «en diseño escenográfico, diseño museográfico, material interactivo, videos y proyectos vinculados al patrimonio y cultura, sobre la imagen de Chile».
El año 2013 ganó el Premio Altazor de las Artes Nacionales en la categoría Diseño Gráfico e Ilustración por su trabajo en la Revista DISEÑA 4, tras haber sido nominada en la misma categoría el 2011 por su labor en la tal revista. Su primera nominación fue el año 2004 por Anuario Qvid (Asociación de Empresas de Diseño), que competía en esta misma categoría.
Dentro de sus trabajos destacan los diseños para el catálogo de la sección chilena de la Exposición Internacional de Arquitectura de la Bienal de Venecia, Palacios al norte de la Alameda. El sueño del París americano, La Belle Époque de Santiago Sur Poniente 1865-1925, Última Niebla la Amortajada V Centenario, El Chile de Pío IX, 1824, Rosa Yagán: el último eslabón y Poesía chilena contemporánea: breve antología crítica, entre otros.